# 魏源 (明)
魏 源（ぎ げん、洪武15年（1382年）- 正統9年閏7月27日（1444年9月9日））は、明代の官僚。字は文淵。本貫は南康府建昌県。

## 生涯
永楽4年（1406年）、進士に及第した。監察御史に任じられた。松江府知府の黄子威が誣告を受けたのを弁護した。浙東沿海の漁民に対する賦課を軽減するよう上奏した。のちに陝西巡按をつとめた。永楽9年（1411年）、西安で疫病が発生すると、魏源は「諸府の倉には1090万石あまりの穀物が積まれており、10年を支えるに足ります。いま民は疫病のために農業を妨げられており、両税の半分を鈔に代えて輸送させるようお願いします」と上奏した。涼州で現地民の反乱が起ころうとしていたため、魏源は速やかな掃討を要請して、反乱は終息した。両親が相次いで死去したため、魏源は辞職して喪に服した。喪が明けると、御史の任に復帰した。洪熙元年（1425年）、浙江按察副使として出向した。
宣徳3年（1428年）、魏源は北京に召還されて刑部右侍郎を代行した。宣徳5年（1430年）、河南が旱魃のため荒廃し、民衆の多くが流浪していた。魏源は河南左布政使となり、駅伝制を補助する任にあたった。魏源が許廓・李昌祺とともに穀物倉を開き、税賦や雑役を免除すると、流民たちはようやく本籍地に帰った。雨がまもなく降り、河南は豊作となった。宣徳8年（1433年）、北京に召還されて、刑部左侍郎に任じられた。宣徳9年（1434年）、永豊県の民の夏九旭らが大盤山に拠って反乱を起こした。魏源は反乱をなだめるよう命じられ、右都督の任礼が軍を率いてその後に従った。到着する前に、官軍が夏九旭を捕らえていたので、魏源と任礼は四川で材木を伐採するよう命じられた。
宣徳10年（1435年）7月、魏源は刑部尚書に進んだ。正統2年（1437年）5月、大同・宣府の諸辺の粛正を命じられ、便宜の事務を行う権限を認められた。魏源は都督僉事の李謙を派遣して独石を守らせ、楊洪をその副官とした。万全衛指揮の杜衡を弾劾して広西に流させた。正統3年（1438年）、魏源は大同総兵官の譚広を老齢のために交代させるよう求め、英宗は黄真と楊洪を左右の参将として大同に駐屯させるよう命じた。魏源は天城衛・朔州衛の険要の地を巡按し、将吏に分守させた。威遠衛を設置し、開平・龍門の城を増改築し、独石から宣府にいたるまで、監視用の堡塁を増設した。駐屯軍の租税を1年免除し、火器を辺境防備のためにたくわえ、権貴を頼って軍役を避ける者たちを部隊に帰させた。大同・宣府の軍務が長らく緩んでいたことから、巡撫僉都御史の盧睿を召還するよう請願し、兵部右侍郎の于謙を鎮守参賛として推薦した。朝廷は于謙に山西・河南を巡撫させようとしたが、英宗は聞き入れなかった。御史や給事中たちは魏源が勝手に大臣を変更し、不正に財産を蓄えたとして弾劾した。英宗は魏源の功労を認めて、不問に付した。4月、魏源は北京に召還された。都御史の陳智と直廬で言い争い、陳智がこのことを奏聞すると、英宗は両者を譴責した。
7月、魏源は刑獄について不当な決定があったとして罪に問われ、刑部右侍郎の何文淵とともに獄に下された。ほどなく釈放されたが、遼王朱貴烚の罪状について、内乱のことを報告しなかったことが問題とされた。12月、再び獄に下された。正統4年（1439年）閏2月、釈放されて刑部尚書の職にもどされた。魏源は刑部にあること長く、その刑事裁判の多くは公平寛容であった。正統6年（1441年）、足の病のため月2回の入朝にとどめるよう命じられた。正統8年（1443年）3月、致仕した。
正統9年閏7月27日（1444年9月9日）、家で病没した。享年は63。